# Про дудочку и птичку
«Про дудочку и птичку» — рисованный мультфильм киностудии «Союзмультфильм» 1977 года.
Две весёлые истории о маленьких и для маленьких: «Уточка и дудочка» (по стихотворению Екатерины Каргановой) и «Про птичку» (по стихотворению Овсея Дриза).

## Сюжет
Мультфильм состоит из двух историй, не связанных между собой и созданных по стихотворениям детских писателей.

### Уточка и дудочка
В первой своей части мультфильма мы знакомимся с маленькой капризной уточкой, которой мама, по её же просьбе, подарила дудочку. Подарок настолько понравился малышке, что она с ним попросту не расставалась. А так как музыкантша из капризной уточки была не очень важной, то все окружающие звери в полной мере прочувствовали на себе последствия такого подарка. В конце концов, соседи отняли у уточки дудочку и пожаловались маме-утке, но та вместо того, чтобы укорить свою дочку, вместо дудочки подарила ей уже барабан.

### Про птичку
Во второй части мультфильма рассказывается об одном кошачьем семействе, которой пришла идея пойти в фотосалон, чтобы сделать семейную фотографию. Однако тут возникла большая проблема: как только козёл-фотограф объявлял «сейчас вылетит птичка», никто уже и не думал о фотографировании. Кошачье семейство приняло это буквально и, в результате, всё, что было в салоне, пришло в беспорядок. Как потом извинялся за происшествие папа-кот, глава семейства: «Подвела привычка!».

## Создатели
| сценарий                   | Гарри Бардина                                                                                     |
| режиссёр                   | Наталья Орлова,                                                                                   |
| художники-постановщики     | Александр Винокуров, Светлана Гвиниашвили                                                         |
| композиторы                | Игорь Ефремов, Владимир Комаров                                                                   |
| текст читал                | Гарри Бардин                                                                                      |
| оператор                   | Михаил Друян                                                                                      |
| звукооператор              | Борис Фильчиков                                                                                   |
| художники-мультипликаторы: | Олег Комаров, Юрий Мещеряков, Владимир Шевченко, Валентин Кушнерёв, Сергей Дёжкин, Галина Зеброва |
| монтажёры                  | Любовь Георгиева, Маргарита Михеева                                                               |
| ассистенты:                | Раиса Макарова, Татьяна Митителло, Гелий Аркадьев, Н. Козлова                                     |
| редактор                   | Елена Михайлова                                                                                   |
| директор картины           | Любовь Бутырина                                                                                   |